# Cryphia zobeli
Cryphia zobeli är en fjärilsart som beskrevs av Heinrich. Cryphia zobeli ingår i släktet Cryphia och familjen nattflyn. Inga underarter finns listade i Catalogue of Life.